# Zhang Chengye
Zhang Chengye (张成烨; Tonghua, 20 maggio 1982) è un ex biatleta e fondista cinese.
Gareggiò prevalentemente nel biathlon; nel fondo prese parte ad alcune gare minori, ma anche a due prove olimpiche.

## Biografia
In Coppa del Mondo di biathlon esordì l'8 gennaio 2004 a Pokljuka (64°) e ottenne l'unico podio il 19 gennaio 2005 ad Anterselva (2º).
In carriera prese parte a due edizioni dei Giochi olimpici invernali, Torino 2006 gareggiando sia nel fondo (48° nella sprint, 15º nella staffetta) sia nel biathlon (17° nella sprint, 34° nell'inseguimento, 50° nell'individuale) e, gareggiando solo nel biathlon, Vancouver 2010 (32° nella sprint, 35° nell'inseguimento, 19° nell'individuale), e a cinque dei Campionati mondiali di biathlon (7º nella staffetta mista ad Anterselva 2007 il miglior piazzamento).

## Palmarès

### Biathlon

#### Coppa del Mondo
- Miglior piazzamento in classifica generale: 21º nel 2008
- 1 podio (individuale):
  - 1 secondo posto